# Eastern Equatoria
Eastern Equatoria (arabisch شرق الاستوائية Scharq al-Istawā′iyya, deutsch Ost-Äquatoria) ist ein Bundesstaat im Südsudan.
Er hat eine Fläche von 82.542 km² und gemäß dem Zensus von 2008 rund 900.000 Einwohner. Seine Hauptstadt ist Torit.

## Geographie
Eastern Equatoria ist der südlichste Bundesstaat des Südsudan und grenzt an Äthiopien im Osten, an Kenia und das Ilemi-Dreieck im Südosten sowie an Uganda im Süden. Die Vegetation ist abseits des Kobowen-Sumpfes im Wesentlichen Trockenwald.
Der Bundesstaat liegt nicht am namensgebenden Äquator, sondern vollständig nördlich davon, ist aber der äquatornächste Bundesstaat des Südsudan.
In Eastern Equatoria liegt der Kinyeti, der höchste Berg im Südsudan und im gesamten Sudan. Er ist Teil des Imatong-Gebirges.
Weitere Ortschaften neben Torit sind Kapoeta, Magwi, Ikotos, Nimule, Pageri, Owiny Kibul, Parjok, Khiala, Narus, Lafon, Chukudum und Polataka.

## Bevölkerung
Volksgruppen in Eastern Equatoria sind u. a. Toposa, Lotuko, Lango, Madi, Acholi und Didinga.
Agropastoralismus (Anbau vor allem von Sorghum und Hirse, verbunden mit Viehzucht) stellt die wichtigste Lebensgrundlage der Bevölkerung dar. Die Infrastruktur ist in weiten Teilen des Bundesstaates spärlich.

## Geschichte
Von 1919 bis 1976 gehörte das Gebiet des heutigen Bundesstaates Eastern Equatoria zur Provinz Äquatoria. 1976 wurde die Provinz Scharq al-Istiwa'iyya, die das Gebiet der heutigen Bundesstaaten Eastern Equatoria und Central Equatoria umfasste, von der Provinz Äquatoria abgespalten. Von 1991 bis 1994 gehörte das Gebiet wieder zum neu geschaffenen Bundesstaat al-Istiwa'iyya (Äquatoria), der in den Grenzen der Provinz Äquatoria von 1948 bis 1976 glich. Am 14. Februar 1994 wurde al-Istiwa'iyya in drei Bundesstaaten geteilt, wobei der Bundesstaat Eastern Equatoria in seiner heutigen Form entstand.
Während des zweiten Bürgerkrieges kämpften in Eastern Equatoria die sudanesische Armee und von dieser unterstützte lokale Milizen gegen die Rebellenarmee SPLA. Ab Anfang der 1990er Jahre war zudem die Lord’s Resistance Army aus Uganda in Eastern Equatoria aktiv, zeitweise kontrollierte sie Magwi County. 2002 verübten die Rebellen der LRA mehrere Anschläge auf Dörfer, bei denen 470 Menschen getötet wurden. Die SPLA stieß in Eastern Equatoria auf weniger Unterstützung als in anderen Teilen des Südsudan, da sie von Teilen der Bevölkerung als von der Dinka-Volksgruppe dominierte Besatzungsmacht wahrgenommen wurde. Das Gebiet war Luftangriffen wie auch Kämpfen von Bodentruppen ausgesetzt. Garnisonsstädte wie Torit, Lafon, Kapoeta und Parajok wurden abwechselnd von den Kriegsparteien erobert. Auch nach dem Friedensabkommen 2005 bleiben Feuerwaffen weit verbreitet, und es kommt immer wieder zu Konflikten zwischen lokalen Gruppen.
Bei den Gouverneurswahlen 2010 stellte die regierende Partei SPLM Louis Lobong Lojore anstelle ihres bisherigen Gouverneurs Alesio Ojetuk als offiziellen Kandidaten auf. Lobong gewann die Wahl gegen Otejuk, der als unabhängiger Kandidat antrat.
Mit der Verwaltungsreform 2015 wurde der Bundesstaat in die neuen Bundesstaaten Imatong und Namorunyang zerteilt, aber 2020 wieder rückgängig gemacht.

## Verwaltung
Eastern Equatoria ist, wie die anderen Bundesstaaten Südsudans auch, in Counties unterteilt. Weitere Verwaltungseinheiten unter den Counties sind Payams und darunter Bomas. Ein County Commissioner, der vom State Governor in Vereinbarung mit dem Präsidenten ernannt wurde, steht den Counties vor. In Eastern Equatoria sind das:
- Torit County - County Commissioner: Felix Otuduha Siro
- Lopa/Lafon County - County Commissioner: Caesar Oromo Urbano
- Magwi County - County Commissioner:
- Ikotos County - County Commissioner: Peter Lokeng Lotone
- Budi County - County Commissioner:
- Kapoeta North County - County Commissioner: Lokai Iko Loteyo
- Kapoeta South County - County Commissioner: Martin Lorika Lojam
- Kapoeta East County - County Commissioner: Titos Lokwacuma Lotyam[7]